# Neapolitano XXIX-18
Neapolitano XXIX-18 (né en 1997 en Roumanie, mort le 28 décembre 2018), plus couramment nommé Neapolitano, est un étalon de spectacle de race Lipizzan à la robe noire, surtout connu pour avoir tenu le rôle principal dans le film Shadow et moi.

## Histoire
Neapolitano naît en 1997 dans le haras national roumain de Lipizzans Sambata de Jos,. Il est acheté en Roumanie par M. Gotthjalpsen. 
Surnommé « Nappy », il est dressé au niveau Grand Prix de dressage et sort en compétition régie par la Fédération équestre internationale aux Pays-Bas. Il parvient à des scores de 61 % à 65 % en compétition, face à des chevaux warmblood.
Il réalise ensuite une fructueuse carrière de cheval de cinéma et de spectacle, participant entre autres au spectacle Apassionata, et au festival néerlandais Horse event. À chacune de ses représentations, de nombreux fans, en particulier des enfants, se font prendre en photo avec lui.
En août 2010, Neapolitano s'est rendu sur l'île d'Ameland avec un autre cheval Lipizzan noir pour le tournage du film Shadow & moi, sa propriétaire Thamar Gotthjalpsen ayant accepté de le mettre à disposition du film, de même que sa jument Shetland, Rakker,. Ce film participe beaucoup à la popularité de Neapolitano.
Il est mis à la retraite pendant le Horse event de 2017, à l'âge de 20 ans.
Il meurt le 28 décembre 2018, à l'âge de 21 ans. De nombreux enfants commentent la page Facebook de sa propriétaire, témoignant de la popularité de Neapolitano.

## Descendance
Neapolitano XXIX-18 est aussi un étalon reproducteur Lipizzan. Il représente alors une rareté, puisqu'il n'y a en 2010 que 7 étalons Lipizzan noirs approuvés à la reproduction dans le monde,. L'un de ses fils, du nom de Legacy, est connu pour beaucoup lui ressembler.

## Annexe
- [vidéo] « Disponible », sur YouTube